# HD139873
HD139873 — хімічно пекулярна зоря спектрального класу
B9 й має видиму зоряну величину в смузі V приблизно 10,0.

## Пекулярний хімічний склад
Зоряна атмосфера HD139873 має підвищений вміст 
Si
.